# 馬魯什卡河
馬魯什卡河（烏克蘭語：Марушка），是烏克蘭西部的河流，屬於格尼拉利帕河的左支流。該河發源自小波柳希夫附近，流經利維夫州的利維夫區，河道全長12公里。